# 蓮田市総合市民体育館
蓮田市総合市民体育館（はすだしそうごうしみんたいいくかん）は、埼玉県蓮田市大字閏戸にある屋内体育館。愛称はパルシー。

## 概要
1994年11月20日にオープン。愛称の「パルシー」は、パル（Pal、友達）とヘルシー（Healthy、健康）の造語で一般公募で決定された。
蓮田市および近隣自治体住民の屋内スポーツの拠点として利用されている。2009年度から指定管理者制度を導入した。蓮田市総合文化会館（ハストピア）に隣接している。

## 施設
- アリーナ
  - 面積 2,073 m2

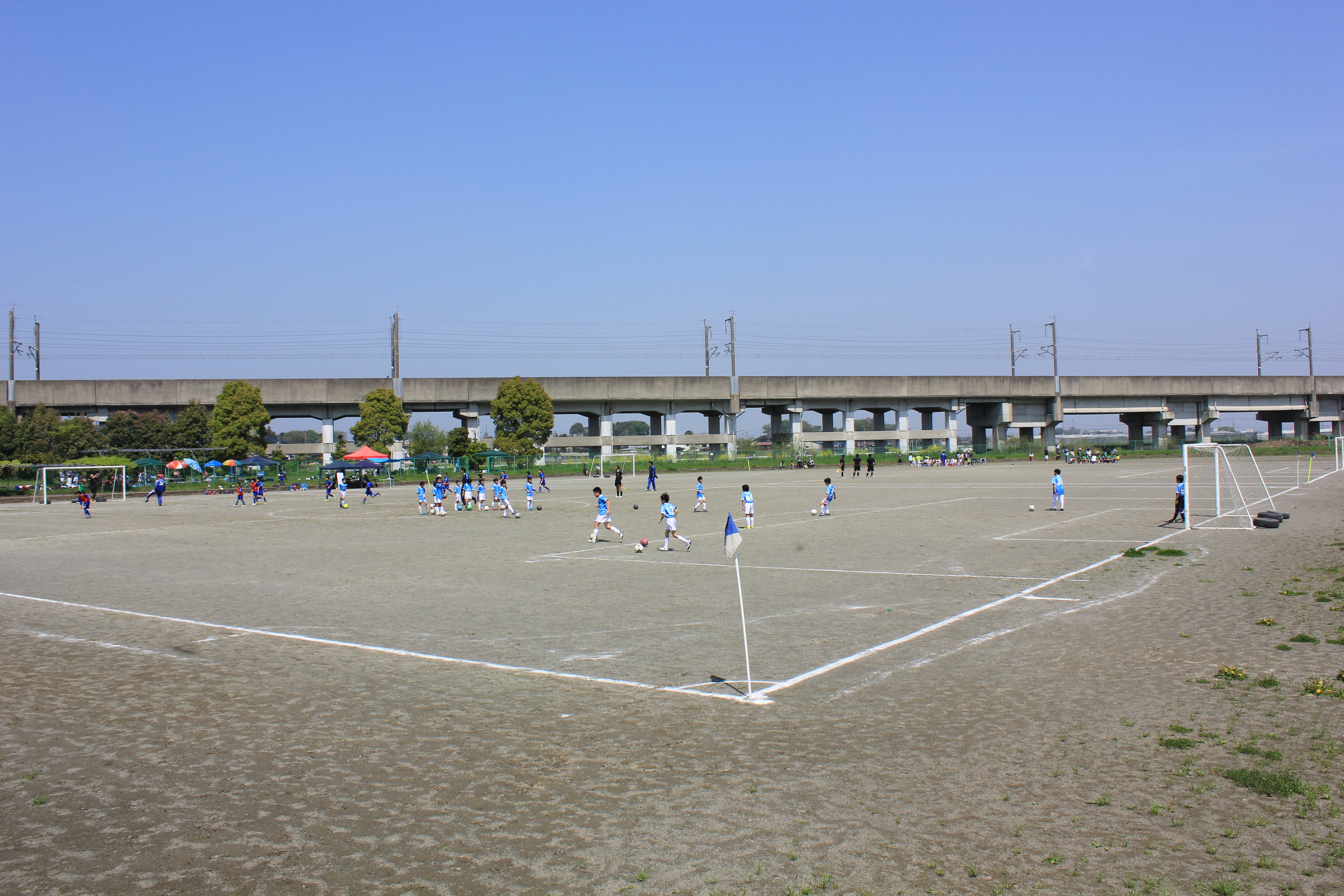
多目的グラウンド

  - 利用可能数 - バレーボール3面、バスケットボール2面、卓球24台、バドミントン12面など。
  - 収容人数　2,006人（1階可動席1,284人、2階固定席714人、2階身障者席8人 ）
- 武道場
  - 柔道場
  - 剣道場
- 多目的室
- 会議室
- トレーニングルーム
- ランニングコース

## 関連施設
蓮田市が設置した運動公園として、下記の施設がある。両公園の利用受付は当館が行っている。
- 黒浜公園 - 野球場 1面、サッカーグラウンド 1面、テニスコート 5面
- 中道公園 - テニスコート 2面

## アクセス
- JR宇都宮線（東北本線）蓮田駅東口から朝日バスパルシー・ハストピア行きに乗車、終点で下車[5]